# جیلبانیا
جیلبانیا (به لاتین: Jilbania) یک روستا در بنگلادش است که در استان باریسال و در ناحیه پیروج‌پور واقع شده‌است.